# Aigisthos

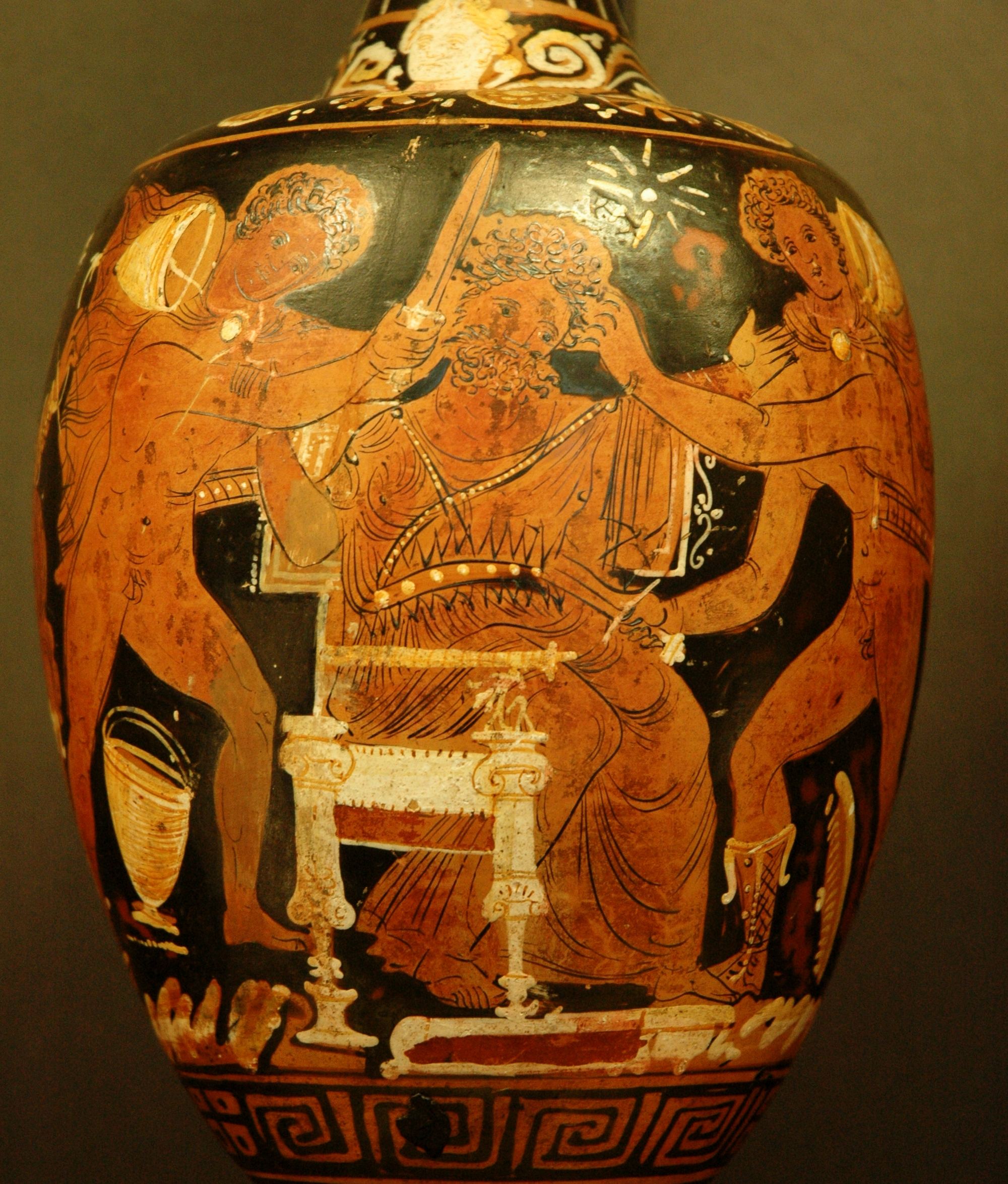
Mordet på Aigisthos. Rödfigurigt apuliskt vinkärl, cirka 430–300 f.Kr. Louvren K320.

Aigisthos var i den grekiska mytologin son till Thyestes och dennes dotter Pelopeia i Mykene. Under kung Agamemnons frånvaro under trojanska kriget förförde Aigisthos hans maka, Klytaimnestra. Med hennes hjälp mördade han Agamemnon efter hans återkomst från kriget. Aigisthos härskade därefter ostört i sju år, till dess han och Klytaimnestra dödades av Orestes, Agamemnons och Klytaimnestras son.